# Clubiona capensis
Clubiona capensis là một loài nhện trong họ Clubionidae.
Loài này thuộc chi Clubiona. Clubiona capensis được Eugène Simon miêu tả năm 1897.